# Ampliadora fotográfica

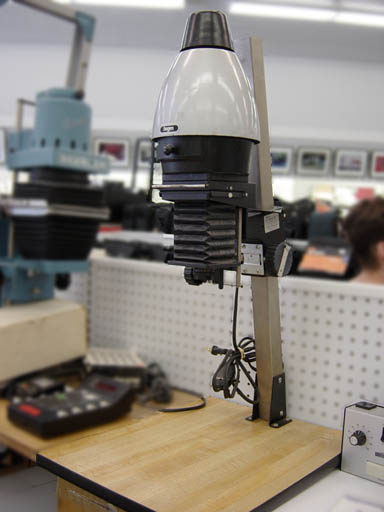
Ampliadora.

Esquema de una ampliadora fotográfica.

Una ampliadora fotográfica, conocida como ampliadora, es un proyector de transparencias que se utiliza para obtener copias de negativos sobre soportes como papel con un tamaño mayor en el laboratorio fotográfico. Se suele llamar «ampliación» a la imagen resultante.
La función de la ampliadora es ofrecer una imagen ampliada del negativo de modo que el resultado aparezca con una iluminación uniforme, para lo que se utiliza un condensador o un difusor.  Normalmente está compuesta de:
- una fuente de luz
- un condensador que permite concentrar la luz sobre el negativo o un difusor que la distribuye uniformemente
- un filtro que permitirá variar la temperatura de color de la luz
- un portanegativos donde se coloca el negativo entre dos placas de vidrio o sobre dos ranuras, con el fin de mantenerlo plano.
- un objetivo que suele ser intercambiable.

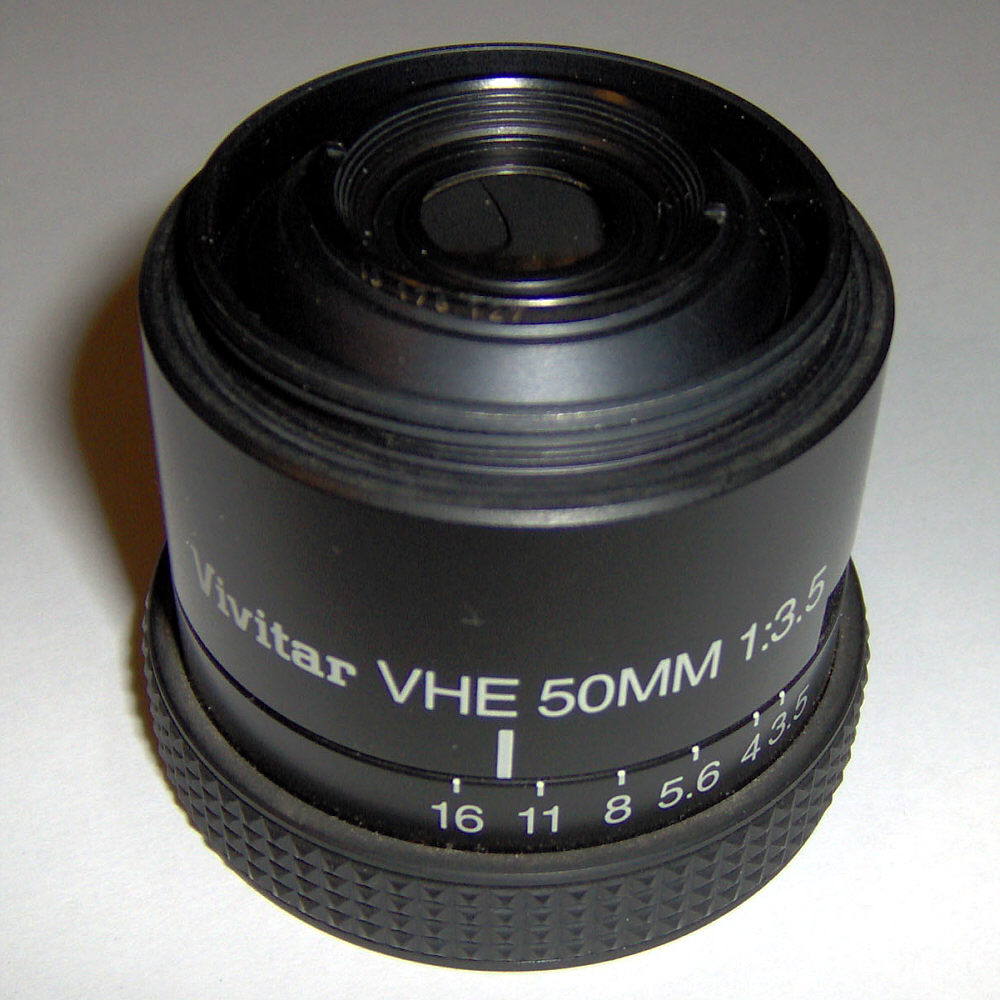
Objetivo específico para ampliadora.

## Historia
En los inicios de los procesos fotográficos del colodión húmedo y del gelatino-bromuro las imágenes se obtenían por contacto entre los negativos y los papeles fotográficos por lo que ambos debían poseer el mismo tamaño. Entre los primeros intentos de conseguir imágenes de mayor tamaño se encuentran los trabajos sobre óptica aplicada de Nöel Lerebours en 1853, Jules Jamin en 1854, Woodward en 1859 y Désiré van Monckhoven en 1865, pero fue necesario disponer de electricidad para que la ampliación de las fotografías se hiciese de modo generalizado.
La necesidad de la ampliadora aumentó al extenderse la utilización de la película de rollos popularizada por George Eastman y el empleo de cámaras cada vez más ligeras y versátiles, como la Leica diseñada por Oskar Barnack para ser utilizada con película de 35 mm. Estos factores convirtieron a la ampliadora en el elemento central del laboratorio fotográfico en la fotografía del siglo XX.

### Cámara solar
Las cámaras solares, como se denominó a las ampliadoras diurnas, empezaron a utilizarse a finales de la década de 1850. El sistema óptico era semejante al de un proyector de diapositivas. Una lente de condensación, del tamaño del negativo, se iluminaba por la luz directa procedente del sol. La imagen, a continuación, se enviaba por una segunda lente sobre un caballete al que se había sujetado un papel albúmina. El tipo más popular de cámara solar era el contenido en una caja a prueba de luz; podía ser colocada en el exterior, habitualmente sobre el techo del estudio. La exposición duraba horas y hasta días, por eso, el trabajo de los aprendices se limitaba a mantener el aparato orientado hacia el sol. 
Se llegaron a reproducir retratos de <<tamaño real>> con una superficies cerca de 1,80 x 3 m. Pero la desventaja de estas ampliaciones residía en su mala calidad, por lo cual, se las sometía a grandes retoques. 
Fue desde Bélgica que llegó la predicción referente al futuro de la fotografía y como este residía en la solución práctica para la ampliación de pequeñas imágenes. Pero, realmente, la ampliación no se convirtió en una práctica general hasta dos década más tarde cuando se presentaron los papeles de impresión sensibles.

## Construcción
Todas las ampliadoras consisten en una fuente de luz, normalmente una bombilla incandescente , un condensador o pantalla translúcida para proporcionar una iluminación uniforme, un soporte para el negativo o la transparencia y una lente especializada para la proyección. La luz pasa a través de un soporte de película , que contiene el negativo o la transparencia fotográfica expuesta y desarrollada .
Las impresiones hechas con una ampliadora se llaman ampliaciones . Por lo general, las ampliadoras se usan en un cuarto oscuro , un espacio cerrado del que se puede excluir la luz extraña; algunas ampliadoras comerciales tienen una caja oscura integral para que puedan usarse en una habitación llena de luz.

#### Tipos de ampliador
Ampliador fotográfico.
Una ampliadora de condensador consiste en una fuente de luz, una lente de condensación , un soporte para el negativo y una lente de proyección. El condensador proporciona una iluminación uniforme al negativo debajo de él.
Un difusor de fuente de luz de la ampliadora se difunde por vidrio translúcido o de plástico, proporcionando una iluminación uniforme de la película.
Las ampliadoras de condensador producen un contraste más alto que los difusores porque la luz es dispersada de su trayectoria por la imagen de plata del negativo; Esto se llama el efecto Callier . El mayor contraste del condensador enfatiza cualquier defecto negativo, como suciedad y arañazos, y el grano de la imagen.
Las ampliadoras difusoras producen una imagen del mismo contraste que una impresión de contacto desde el negativo. 
Las ampliadoras de color dedicadas suelen contener un mecanismo de filtro ajustable, la cabeza de color , entre la fuente de luz y el negativo, lo que permite al usuario ajustar la cantidad de luz roja, verde y azul que alcanza el negativo para controlar el balance de color . Otros modelos tienen un cajón donde los filtros de corte se pueden insertar en la trayectoria de la luz, sintetizar el color mediante la mezcla aditiva de la luz de las lámparas de colores con intensidad ajustable o ciclo de trabajo, o exponer el medio receptor de forma secuencial utilizando luz roja, verde y azul. Estas ampliadoras también se pueden utilizar con papeles monocromos de contraste variable.
Las ampliadoras digitales proyectan una imagen desde una pantalla LCD en el plano de la película , para producir una ampliación fotográfica desde un archivo digital. 

#### Agrandar arreglos físicos
La mayoría de las ampliadoras modernas se montan verticalmente con la cabeza hacia abajo y se ajustan hacia arriba o hacia abajo para cambiar el tamaño de la imagen proyectada en la base de la ampliadora, o una mesa de trabajo si la unidad está montada en la pared.
Una ampliadora horizontal consiste en un caballete, con la cabeza montada en barras transversales entre dos o más postes para mayor estabilidad. Se utiliza una estructura de ampliación horizontal cuando se requieren ampliaciones de gran formato y alta calidad, como cuando se toman fotografías desde aeronaves para fines de mapeo e impuestos. [cita requerida]
Las partes de la ampliadora incluyen la placa base, la cabeza de la ampliadora, la perilla de elevación, el portafiltro, el portador negativo, la placa de vidrio, la perilla de enfoque, la escala de viga, el temporizador, el fuelle y el elevador de la carcasa.

#### Principios de funcionamiento
- Lente de aumento: con el diafragma, el anillo de apertura, el fotógrafo ajusta el iris.

La imagen del negativo o la transparencia se proyecta a través de una lente equipada con una abertura de iris ajustable , sobre una superficie plana que lleva el papel fotográfico sensibilizado. Al ajustar la relación de la distancia de la película a la lente y la distancia de la lente al papel, se pueden obtener varios grados de ampliación, con la relación de ampliación física limitada solo por la estructura de la ampliadora y el tamaño del papel. A medida que se cambia el tamaño de la imagen, también es necesario cambiar el enfoque de la lente. Algunos ampliadores, como los ampliadores de "Enfoque automático" de Leica , realizan esto automáticamente.
Se utiliza un caballete para sostener el papel perfectamente plano. Algunos caballetes están diseñados con "cuchillas" de acero superpuestas y ajustables para recortar la imagen en el papel al tamaño deseado mientras se mantiene un borde blanco sin exponer sobre la imagen. El papel a veces se coloca directamente sobre la mesa o la base de la ampliadora y se mantiene plano con tiras metálicas.
La ampliación se realiza enfocando primero la imagen con la lámpara encendida, la lente con la apertura máxima y el caballete vacío, generalmente con la ayuda de un buscador de enfoque . La lámpara se apaga, o en algunos casos, se cierra mediante un mecanismo hermético.
La imagen se enfoca cambiando la distancia entre la lente y la película, y se logra ajustando la longitud de un fuelle hermético con un mecanismo de piñón y cremallera engranado .
- Temporizador eléctrico: los fotógrafos eligen el tiempo de exposición.

La lente está ajustada a su apertura de trabajo. Las lentes de ampliación tienen un rango óptimo de aberturas que producen una imagen nítida de esquina a esquina, que es 3 f / paradas más pequeña que la abertura máxima de la lente. Para una lente de ampliación con una apertura máxima de f / 2.8, la apertura óptima sería f / 8. Normalmente, la lente se ajusta a esta apertura y se marca cualquier filtración de color, si se imprime en color o en papel de blanco y negro de contraste variable.
La lámpara de la ampliadora o el mecanismo del obturador se controlan mediante un temporizador electrónico, o por el operador, que marca la hora con un reloj, un metrónomo o simplemente contando los segundos, encendiendo o apagando la lámpara cuando se completa la exposición. El papel expuesto puede procesarse inmediatamente o colocarse en un contenedor hermético para su posterior procesamiento.
Las ampliadoras comerciales controladas digitalmente suelen ajustar la exposición en pasos conocidos como puntos de impresión ; Doce puntos de impresión hace un factor de dos cambios en la exposición.

#### Procesamiento de papel
Después de la exposición, el papel fotográfico se desarrolla, se fija, se lava y se seca con el proceso de gelatina de plata .

#### Máquinas de impresión automatizadas
Las máquinas de impresión fotográfica automatizadas tienen los mismos elementos básicos e integran cada uno de los pasos descritos anteriormente en una sola máquina compleja bajo el control del operador y la computadora .
En lugar de proyectar directamente desde el negativo de la película al papel de impresión, primero se puede capturar una imagen digital del negativo. Esto permite que el operador o la computadora determinen rápidamente los ajustes de brillo, contraste, recorte y otras características. Luego, la imagen se procesa pasando la luz a través del negativo y una ampliadora integrada controlada por computadora proyecta ópticamente esta imagen en el papel para la exposición final.
Como un subproducto del proceso, se puede hacer una grabación en disco compacto de las imágenes digitales, aunque una impresión posterior hecha a partir de éstas puede ser bastante inferior a una imagen hecha desde el negativo debido al ruido de digitalización y la falta de rango dinámico, que son características del Proceso de digitalización.
Para obtener mejores imágenes, los negativos se pueden reimprimir usando la misma máquina automatizada en la selección del operador de la impresión que se realizará.

#### Ventajas
La imagen puede imprimirse en un tamaño diferente al negativo o la transparencia. Sin una ampliadora, solo sería posible una impresión de contacto , y las imágenes grandes requerirían negativos de gran tamaño y, por lo tanto, cámaras muy grandes.
El contraste local y la densidad de varias partes de la impresión se pueden controlar fácilmente. Cambiar la cantidad de luz que expone el papel en varias áreas cambiará la densidad de la imagen en esas áreas. Se puede usar una máscara con un orificio para agregar luz adicional a un área "ardiente" , lo que tendrá el efecto de oscurecer las regiones con exposición adicional, mientras que el uso de una varita pequeña para reducir la exposición total a una región se denomina " regate"y tiene el efecto de aclarar las regiones con exposición reducida. La herramienta se mantiene en movimiento para evitar que se produzca un borde afilado en el límite de la región. Con estas técnicas es posible realizar cambios significativos en el estado de ánimo o el énfasis de una impresión fotográfica. Similar Los métodos están disponibles con la impresión por contacto, pero es más difícil ver la imagen mientras se manipula.
También es posible hacer fotografías compuestas superponiendo la impresión con una máscara cortada a mano, realizando una exposición y luego utilizando la inversa de esa máscara para realizar otra exposición con un negativo diferente. Esto es mucho más difícil de hacer bien usando métodos fotográficos que ahora utilizando los métodos modernos de manipulación de imágenes digitales .
Límites de ampliación de imagen 
Ajuste del mando de elevación: cambio en el tamaño de la imagen.
La cantidad práctica de ampliación (independientemente de la estructura de la ampliación) dependerá del tamaño de grano del negativo, la nitidez (precisión) de la lente de la cámara y del proyector, desenfoque en la imagen debido al movimiento del sujeto y al movimiento de la cámara durante la exposición, y la distancia de visualización prevista del producto final.
Por ejemplo, una impresión de 5 por 7 pulgadas destinada a verse en un álbum de recortes de 18 pulgadas puede no ser adecuada para la ampliación, ya que una impresión de 8 por 10 pulgadas se puede colgar en una pared del pasillo para verla a la misma distancia, pero se puede usar a mayor tamaño 5 por 7 pies (doce veces más grande) en una cartelera para ser vista no más cerca que dieciocho pies (doce veces más distantes).

#### Fabricantes
A medida que el mercado fotográfico se aleja de la tecnología de imagen electrónica basada en película, muchos fabricantes ya no hacen ampliadoras para el fotógrafo profesional. Durst , quien hizo ampliadoras de alta calidad, dejó de producirlas en 2005, pero aún soporta modelos ya vendido.